# Arcos de Jalón
Arcos de Jalón es un municipio y localidad española de la provincia de Soria, en la comunidad autónoma de Castilla y León. El término municipal, ubicado en la comarca de Arcos de Jalón, tiene una población de 1545 habitantes (INE 2024). La localidad tiene el título de villa.

## Geografía
La villa de Arcos de Jalón está ubicada en el valle del río Jalón, próxima a su nacimiento, al sureste de la provincia de Soria y rayando con las provincias de Zaragoza y Guadalajara, a 826 m sobre el nivel del mar, en las faldas de la meseta de la Sierra Ministra. El territorio se reparte entre las cuencas hidrográficas del Duero y el Ebro, siendo a la cuenca del Ebro a la que pertenece el municipio de Arcos de Jalón.
Su clima es mediterráneo continental, subárido con temperaturas medias de 2 °C a 4 °C en enero y de 18 °C a 20 °C en julio, precipitaciones medias anuales de 300 mm a 491 mm, vientos del noreste, solano y del suroeste, ábrego.
Los numerosos ríos y arroyos que atraviesan el municipio marcan la geografía natural, con una frondosa vegetación que conforman las vegas, de gran riqueza paisajística. Asimismo hay que destacar los Sabinares del Jalón y el Páramo de Layna como parajes de un valor ecológico y paisajístico muy importante. Debido a la acción de los ríos los desniveles de este municipio son acusados, desde los 827 m de la villa a los 1290 m de los altos de Judes.

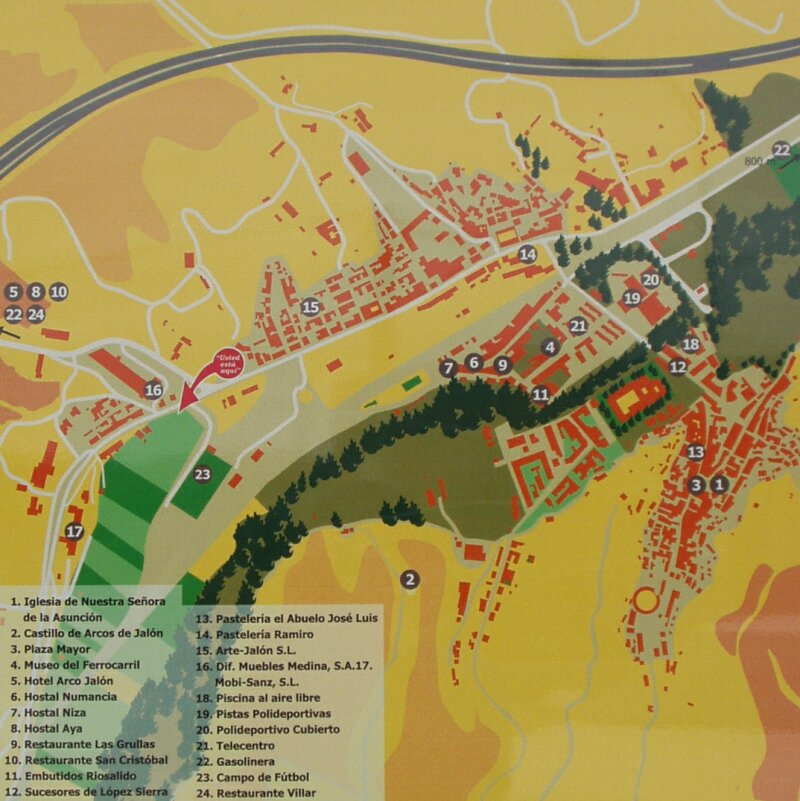
Plano de Arcos de Jalón

El municipio de Arcos de Jalón forma parte de la unidad morfoestructural de transición denominada entronque del sistema ibérico y central, encontrando la sierra de Solorio al sureste (en el límite con Guadalajara y Zaragoza) y la sierra de Muedo al noroeste.
El origen geológico y tectónico de este territorio se sitúa hace unos seis millones de años, a principios del Plioceno Inferior (Era Terciaria). El avance hacia el norte de la placa continental africana con respecto a la placa ibérica, originó la formación de nuevas montañas y cortó la comunicación entre el océano Atlántico y el mar Mediterráneo, cuyas aguas se evaporaron completamente, transformándose en poco tiempo en una cuenca desértica. El sur de Europa se convirtió en un sistema de lagos.
El término municipal se ubica en las denominadas Parameras de Molina. Se trata de un conjunto de zonas esteparias existentes en la transición de la montaña soriana hacia la llanura, en el que destacan los conocidos como Páramos de Layna. Estas parameras se inician en la zona de contacto de la Cordillera Central con la Ibérica en la sierra de Pela, prolongándose hacia el este en amplias extensiones de topografía arrasada y plana, con áreas de pliegues suaves cortados por la penillanura fundamental de la Meseta, por lo que sus relieves son en buena parte una superficie de erosión, horizontal o ligeramente deformada, donde los niveles aflorantes corresponden a materiales calcáreos que se depositaron durante el Triásico, desarrollándose un gran número de formas kársticas (dolinas, cuevas, lapiaces), y con una altitud media que se sitúa en torno a los 1000–1200 m.
Este relieve, tipo mesa y alomado, presenta un rasgo destacado que son los fenómenos de abarrancamiento y acarcavamiento producidos por las aguas de arroyada. Geológicamente se diferencian dos zonas: el sur, con formaciones geológicas del Jurásico, donde se distinguen dolomías y calizas de buena permeabilidad, y el norte, con formaciones de la edad Terciaria, concretamente del Mioceno, con arcillas arenosas con intercalaciones de grava y arena muy permeable. Un hito geomorfológico a destacar es la laguna de Judes, de origen kárstico.
El municipio de Arcos de Jalón comprende también las localidades de Aguilar de Montuenga, Chaorna, Iruecha, Jubera, Judes, Layna, Montuenga de Soria, Sagides, Somaén, Utrilla, Velilla de Medinaceli y Urex de Medinaceli. Es el principal núcleo urbano y centro de servicios de la comarca de Tierra de Medinaceli, actualmente integrada en la comarca de Arcos de Jalón. Su término municipal es el más extenso de la provincia de Soria. Se sitíua a 92 kilómetros de la capital soriana.
Su término municipal está travesado por la autovía del Nordeste, entre los pK 158 y 175. Cuenta con una estación de ferrocarril, punto kilométrico 183, de la línea Madrid-Barcelona, inaugurada el 25 de mayo de 1863.
| Noroeste: Almaluez | Norte: Almaluez       | Noreste: Santa María de Huerta    |
| Oeste: Medinaceli  |                       | Este: Santa María de Huerta       |
| Suroeste: Anguita  | Sur: Luzón, Maranchón | Sureste: Villel de Mesa, Mochales |

## Historia

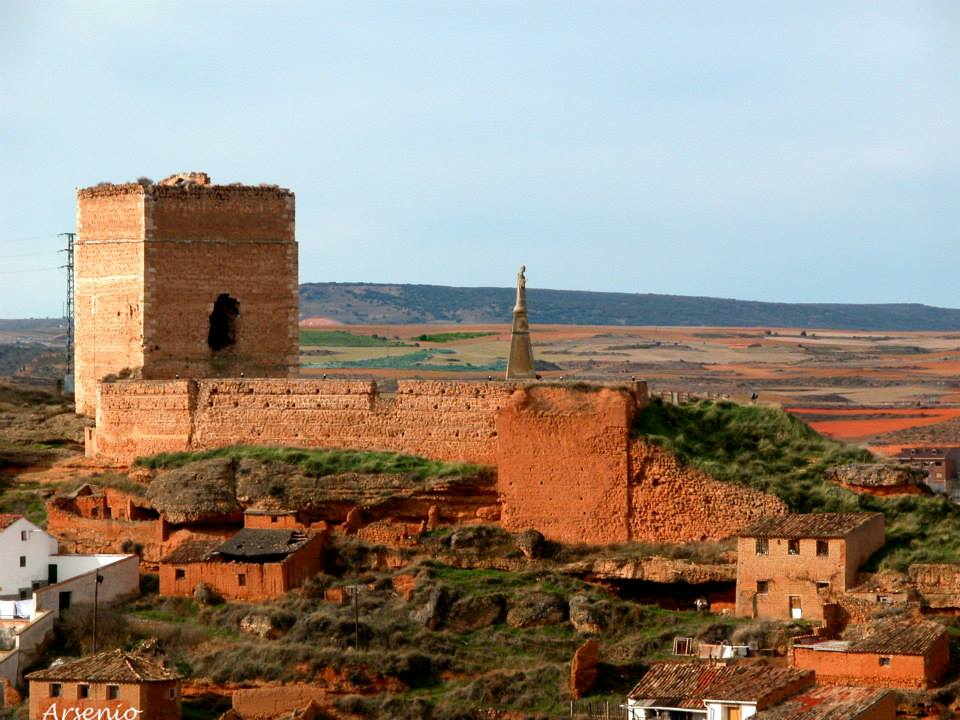
Castillo de Arcos de Jalón

Arcos (así se llamaba la población en 1821) fue integrado inicialmente en la provincia de Calatayud, de nueva creación, como resultado de la sesión celebrada en Las Cortes españolas el 7 de octubre de 1821, donde se debatió y aprobó la configuración territorial provincial de España. El 30 de diciembre de 1821 las Cortes aprobaron los límites territoriales de la provincia de Calatayud, que contaba además con partes de las actuales provincias de Soria, Guadalajara y Teruel. En 1822 ya establecido el marco jurídico, la Diputación de Calatayud fue constituida.
La provincia donde quedó integrado inicialmente la actual Arcos de Jalón, contaba con una población de más de 100 000 habitantes. La capacidad de atracción de Calatayud sobre su área circundante fue reconocida y resaltada con la creación de la Diputación provincial de Calatayud, una institución con poder político y de gestión administrativa, que abría una perspectiva prometedora de desarrollo. No obstante, su existencia fue efímera, concluyendo con el decreto de 1 de octubre de 1823, por el cual Fernando VII declaró nulos todos los actos del Gobierno constitucional, pasando a integrarse en la de Soria definitivamente.
A la caída del Antiguo Régimen la localidad se constituye en municipio constitucional, en la región de Castilla la Vieja, Partido de Medinaceli, que en el censo de 1842 contaba con 107 hogares y 438 vecinos.
Hasta la reforma de la nomenclatura municipal de 1916 el municipio se llamaba simplemente Arcos. En dicha fecha su nombre fue modificado por el de Arcos de Jalón.
El 28 de julio de 1967, crece el término del municipio porque incorpora a Aguilar de Montuenga, Chaorna, Iruecha, Jubera, Judes, Layna, Montuenga de Soria, Sagides, Somaén, y Velilla de Medinaceli. Utrilla fue incorporado el 24 de agosto de 1970.
Sagides aporta la localidad de Ures y Velilla la de Arbujuelo.

## Demografía
Cuenta con una población de 1545 habitantes (INE 2024).
| Gráfica de evolución demográfica de Arcos de Jalón entre 1842 y 2021 |
| |
| Población de derecho según los censos de población del INE Población de hecho según los censos de población del INEEn estos censos se denominaba Arcos: 1842, 1857, 1860, 1877, 1887, 1897, 1900 y 1910 Entre el censo de 1970 y el anterior, crece el término del municipio porque incorpora a 42502 (Aguilar de Montuenga), 42543 (Chaorna), 42561 (Iruecha), 42564 (Jubera), 42565 (Judes), 42566 (Layna), 42577 (Montuenga de Soria), 42601 (Sagides), 42607 (Somaen), 42615 (Utrilla) y 42622 (Velilla de Medinaceli). |

La población hasta 1960, será solo la correspondiente a la población de Arcos de Jalón. Desde 1970 la población del gráfico corresponde al conjunto de todas las localidades del municipio.

### Población por núcleos
| Núcleos               | Habitantes (2000) | Habitantes (2010) | Notas      |
| --------------------- | ----------------- | ----------------- | ---------- |
| Arcos de Jalón        | 1300              | 1393              |            |
| Aguilar de Montuenga  | 38                | 36                |            |
| Avenales              | 0                 | 0                 | Despoblado |
| Chaorna               | 28                | 23                |            |
| Iruecha               | 27                | 15                |            |
| Jubera                | 17                | 12                |            |
| Judes                 | 19                | 12                |            |
| Layna                 | 53                | 39                |            |
| Lomeda                | 0                 | 0                 | Despoblado |
| Montuenga de Soria    | 140               | 127               |            |
| Río Blanco            | 0                 | 0                 | Despoblado |
| Sagides               | 22                | 10                |            |
| Sierra del Muedo      | 0                 | 0                 | Despoblado |
| Somaén                | 53                | 43                |            |
| Urex de Medinaceli    | 9                 | 7                 |            |
| Utrilla               | 131               | 90                |            |
| Valladares            | 0                 | 0                 | Despoblado |
| Velilla de Medinaceli | 19                | 23                |            |

## Economía
- En Arcos de Jalón se encuentra el polígono industrial La Malita. Este polígono está actualmente en desarrollo.
- En la década de 1970, los talleres y depósitos de RENFE fueron cerrados, lo que trajo el cierre subsiguiente de dos fábricas de pasta de sopa, una cooperativa productora de parqué, una de harinas, otra de gaseosas y una pequeña factoría de carbonato de cal.
- En 2018, se inauguró el centro cultural de esta localidad.

## Administración y política
| Periodo   | Nombre                       | Partido |
| --------- | ---------------------------- | ------- |
| 1983-1987 | Manuel Alonso Morales        | PSOE    |
| 1987-1991 | Guillermo Aguilar            | PP      |
| 1991-1995 | Alfredo Andrés Díaz          | PSOE    |
| 1995-1999 | Alfredo Andrés Díaz          | PSOE    |
| 1999-2003 | Alfredo Andrés Díaz          | PSOE    |
| 2003-2007 | Jesús Ángel Peregrina Molina | PP      |
| 2007-2011 | Jesús Ángel Peregrina Molina | PP      |
| 2011-2015 | Jesús Ángel Peregrina Molina | PP      |
| 2015-2019 | Jesús Ángel Peregrina Molina | PP      |
| 2019-2023 | Jesús Ángel Peregrina Molina | PP      |

## Patrimonio

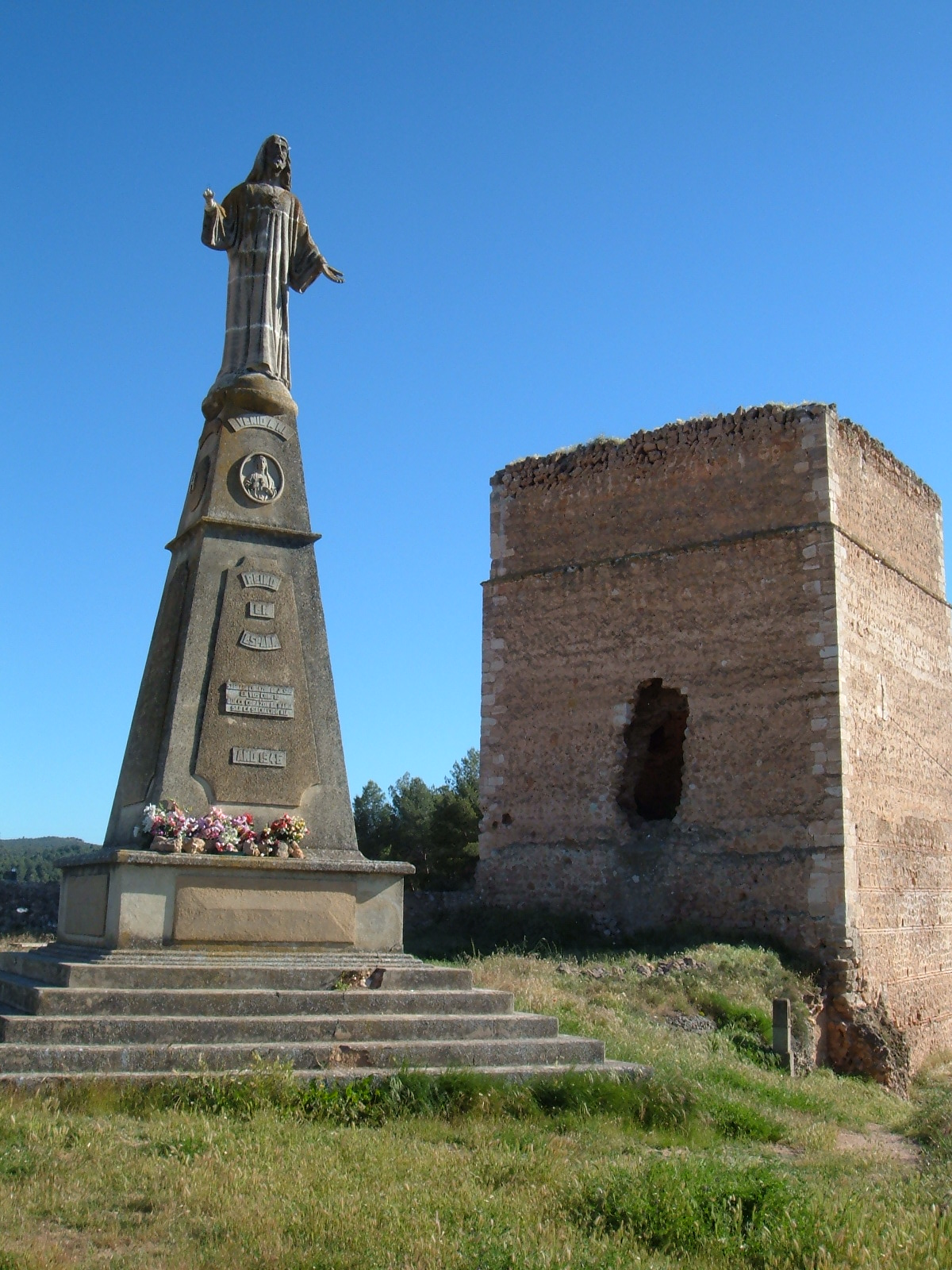
Castillo de Arcos de Jalón

- Castillo de Arcos de Jalón. Fechado en el siglo XIV, se levanta sobre la antigua fortaleza árabe. Ya en el siglo XIV el castillo fue sitiado por los partidarios del rey castellano Pedro I el Cruel, que lucharon contra el rebelde Fernán Gómez de Albornoz, partidario de su hermano bastardo Enrique de Trastámara. Precisamente el primer propietario conocido fue Fernán Gómez Albornoz, cuyos escudos aparecen en la puerta de acceso a la torre del homenaje, aunque se sabe que pasó por distintas manos, como Juan Duque o las familias de los Manrique o los Medinaceli, que lo poseyeron hasta principios del siglo XIX. Figura en el catálogo de Bienes Protegidos de la Junta de Castilla y León en la categoría de Castillo con fecha de declaración 22 de abril de 1949.[11]

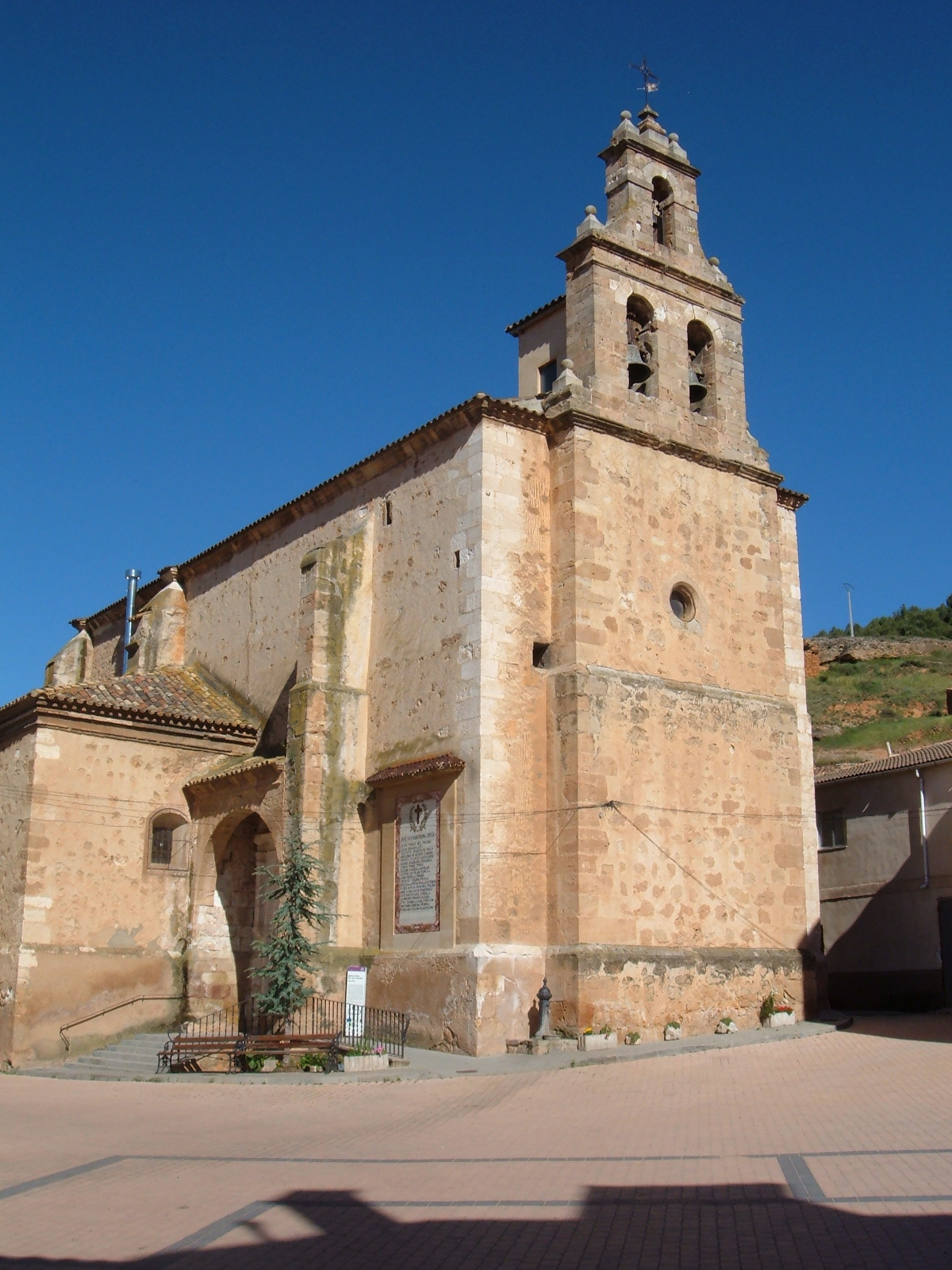
Iglesia de Arcos de Jalón

- Iglesia parroquial de Nuestra Señora de la Asunción. Su construcción se inició a finales de la primera mitad del siglo XVI y fue reconstruida en el siglo XVIII. Conjuga diversos estilos: gótico, renacentista y barroco. De su estilo gótico aún conserva la cabecera poligonal de cinco paños y la bóveda de crucería de la capilla mayor. Destacan en ella una pila bautismal de los siglos XVI o XVII y el retablo de la Asunción, de la segunda mitad del siglo XVII. Los retablos restantes (Cristo de la Piedad, Virgen del Carmen, Virgen del Rosario, Virgen del Pilar e Inmaculada) son barrocos.[12]

## Cultura

### Gastronomía
- Matambre o artaquitón, un guiso antiguo elaborado con pan, huevo, ajo, perejil, leche, sal, aceite, cebolla y laurel.

### Festividades
- 3 de febrero, San Blas.
- 15 de mayo, San Isidro Labrador, fiesta de los agricultores.
- 14 de agosto, Pijamada.
- 14 de septiembre, Santísimo Cristo de la Buena Muerte.